# Losau (Prebitz)
Losau (oberfränkisch: Losa) ist ein Gemeindeteil der Gemeinde Prebitz im Landkreis Bayreuth (Oberfranken, Bayern). Losau liegt in der Gemarkung Prebitz.

## Lage
Das Dorf liegt am Südrand eines kleinen Waldgebietes, das Gemeindeholz genannt wird. Im östlichen Ortsbereich entspringt der in den Bieberswöhrbach mündende Fischbach. Die nördlich von Prebitz von der Kreisstraße BT 19 abzweigende Kreisstraße BT 20 führt nach Losau und verläuft weiter nach Frankenberg (2 km östlich). Gemeindeverbindungsstraßen führen nach Unterschwarzach zur Staatsstraße 2184 (2,4 km nördlich) und nach Voita zur BT 19 (1,4 km südlich).

## Geschichte
Losau wurde in mehreren historischen Dokumenten ab dem 14. Jahrhundert urkundlich erwähnt, zunächst 1337 im Zusammenhang mit einem Namen („Arnold von Lasan“). Um 1398–1421 wurde es im Satz  „zwen hoffe in dem dorffe zu Losan bei Crewßen gelegen“ erwähnt. Weitere Erwähnungen in unterschiedlichen Schreibweisen stammen aus den Jahren 1401 („Hans Zirkendorfer zu Losan“), 1404 („halben zehenden zu Leßhein gelegen“), 1434 („Hanns Rauch zu Loßan gesessen by Crewsen gelegen“) sowie 1499 („Losaw“). Der Ortsname leitet sich von lažjane ab (slaw. für Roder).
Etwa 200 m nördlich und 600 m westlich des Ortskernes befanden sich jeweils vor- und frühgeschichtliche Siedlungen, die als Bodendenkmale geschützt sind.
In der Fraisch unterstand Losau dem brandenburg-bayreuthischen Kasten- und Stadtvogteiamt Creußen. Von 1791/92 bis 1810 war das preußische Justiz- und Kammeramt Pegnitz zuständig.
Mit dem Gemeindeedikt (frühes 19. Jahrhundert) wurde der Steuerdistrikt Losau gebildet. Zu diesem gehörten Altencreußen, Bieberswöhr, Engelmannsreuth, Frankenberg, Funkendorf, Großkorbis, Kleinkorbis, Prebitz, Prebitzmühle, Preußling, Rohrmühle, Ruspen, Sand und Voita. Zugleich entstand die Ruralgemeinde Prebitz, die deckungsgleich mit dem Steuerdistrikt war.
Die Bayerische Uraufnahme zeigt das Dorf  unter dem Namen „Losa“ in den 1810er Jahren mit fünfzehn Herdstellen und fünf Weihern, wohl Himmelsteiche, aus deren Grundwasserabfluss westlich des Ortes der Fischbach entsteht. Die stattlichen Wirtschaftsflächen der Höfe sind nicht durch Erbfolge zersiedelt.

## Baudenkmäler
Im nordöstlichen Teil von Losau gibt es ein denkmalgeschütztes Backhaus (Standort), das aus dem frühen 19. Jahrhundert stammt. Bei dem Bauwerk handelt es sich um einen eingeschossigen Bau aus Sandsteinquadern mit Satteldach, das mit der Aktennummer D-4-72-180-3 des BLfD versehen ist.

## Religion
Die Bewohner von Losau gehören wie die Einwohner des Hauptortes überwiegend der evangelisch-lutherischen Konfession des Christentums an. Die Protestanten werden von der evangelischen Pfarrei Creußen betreut, während die römisch-katholischen Bewohner der katholischen Pfarrei in Thurndorf angehören.